# Струмица
 Тази статия е за град Струмица.  За едноименната река покрай града вижте Струмешница (река).  
Стру̀мица (понякога в по-старата литература Струмница, на македонска литературна норма: Струмица; на гръцки: Στρώμνιτσα, Стромница, на турски: Usturumca, Устурумджа, както и Струмджа и Егри-су) е град в Северна Македония, десети по големина в страната, общински център на община Струмица (25 селища).

## География
Градът е разположен в Струмишката котловина в най-югоизточната част на Северна Македония, близо до границата с България при град Петрич. Близо до града минава едноименната река Струмица (Струмешница).

## История

### Античност и Средновековие
Градът се споменава под името Астрайон за първи път от римския историк Тит Ливий във връзка с убийството на Деметрий, братът на последния цар на Древна Македония Персей (179 – 168 пр. Хр.). Името Астрайон произлиза от името на пеонското племе астраи.
От края на II и началото на III век градът е известен в историческите извори с името Тивериопол или Тивериуполис. В 362 година по време на гоненията срещу християнската църква при управлението на император Юлиан Отстъпник в Тивериопол са екзекутирани Петнадесетте тивериополски мъченици.
След заселването на славяните на Балканския полуостров градът получава настоящето си име. В IX век Струмица влиза в пределите на Първата българска държава и е център на комитат. След битката при Беласица в 1014 година градът попада под византийска власт.
След 1019 година Струмица е многократно споменавана като една от основните митрополитски епархии на Охридската архиепископия. През XI – XII век градът е описан като богат с обработени полета, лозя и градини.
В 1334 година сръбският владетел Стефан Душан превзема Струмица заедно с Прилеп и Охрид.

### В Османската империя
Струмица пада под османска власт след 1395 година. Градът и неговата околност са включени в състава на Кюстендилския санджак като самостоятелна каза. Според османски данъчен дефтер от 1519 година в града живеят 2780 жители, от които 1450 християни и 1330 мюсюлмани.
В средата на XVII век през Струмица минава османският пътешественик Евлия Челеби, който пише, че е оживен и благоустроен град, средище на каза. Има 2400 покрити с керемиди, едноетажни и двуетажни красиви каменни къщи, разположени терасовидно. Крепостта му в миналото е била мъчнопревземаема, но вече е изоставена.

### Струмица през Възраждането
През Възраждането Струмица от типично турско-мюсюлмански град постепенно се побългарява.
През XIX век в града функционира метох на Рилския манастир. През 1837 година оттук постъпват 6976 гроша милостиня, а през 1840 година – 4249 гроша. През 40-те години на XIX век поклонниците от Струмица са съпровождани от дякон Арсени Рилски. През 1852 година манастирските стареи благодарят на струмишките първенци за изпращането на поклонническа група в манастира, водена от духовника Пахомиий, и молят за тяхното застъпничество пред местния митрополит да намали таксата на рилския таксидиот.
В 1845 година руският славист Виктор Григорович на път от Радовиш за Петрич посещава града и пише в „Очерк путешествия по Европейской Турции“:
| „ | Струмица, чийто управник Касим-бег е доста приветлив, е построена в подножието и склоновете на една планина. Градът е престолен на тивериополския митрополит и има гръцко училище и древна крепост. Тук ме доведоха някои сведения за миналото на града. Без да броим важността му в историята на българските и сръбските войни, в църковно отношение той е забележителен със светите Тивериуполски мъченици и с временното пребивание в него на Свети Климента Славянски. | “ |

В 1856 – 1857 година Панайотис Аарвантинос пише за Струмица:
| „ | Струмица – град, който лежи в пределите на Македония, между Радовиш и Вардар, наричан някога Тивериопол, сега с население от 3000 души от български род с митрополит, някога епископ под Охридската архиепископия. | “ |

В Струмица се разгаря упорита борба за българско училище и българска църква. В края на 60-те години на XIX век в Струмица е формирана българска църковна община. Около май 1869 година струмишки първенци сключват договор със Станче Божков, който условят за учител в града. Според митрополит Герасим Струмишки Божков поставя това училище „на добра почва“, като въвежда и взаимоучителния метод. На 16 (28) август 1869 година в Струмица избухва голям пожар, който унищожава голяма част от града, включително Божковото училище и църквата „Свети Димитър“. Светият български синод сформира комисия, която събира парични помощи за пострадалите от пожара и успява да събере 24 639 тогавашни цариградски пари. Сред дарителите са българският Каприянски манастир при Кишинев, Стефан Увалиев, Христо Георгиев, Панарет Рашев, Маринчо Бенли, Михаил Колони и други от Цариград, Виена, Одеса, Кишинев, Тулча, Свищов.
През март 1870 година в града отваря врати новобългарско училище с учител йеродякон Агапий Войнов, което среща сериозна съпротива от местната гъркоманска партия, ръководена от Струмишката митрополия и от гъркоманина Челеби Мито. Основна роля в това начинание играят местният свещеник Тодор Тилков и известните търговци от Велес Костадин Шулев и четиримата му братя, които морално и материално подкрепят учебното дело в града. Скоро училището е закрито, а учителите заточени – единият в Радовиш, другият в Тиквеш. След това са арестувани и членовете на общината, единият от които – Константин Русев, е задържан в солунски затвор. Двете църкви в града са опожарени и разрушени напълно, а екзархистите са обвинени от владиката, че са въстанали. Разследването показва, че се касае за клевета, но властите не позволяват на общината да разчисти останките от едната църква и да я изгради наново и шестима общинари са отново затворени в Солун. В 1870 година българската община отново прави постъпки за разрешение за строеж на църква, но то води до нови арести. В 1876 година в Струмица пак има арести на екзархисти, обвинени в противодържавна дейност.
През 1876 година в Струмица е открита поща.
Александър Синве („Les Grecs de l’Empire Ottoman. Etude Statistique et Ethnographique“), който се основава на гръцки данни, в 1878 година пише, че в Струмница (Stroumnitza) живеят 4000 гърци. В „Етнография на вилаетите Адрианопол, Монастир и Салоника“, издадена в Константинопол в 1878 година и отразяваща статистиката на населението от 1873 година, Струмица (Stroumniza) е посочена като град с 2400 домакинства с 3300 жители мюсюлмани и 2120 българи.
През май 1878 година след Руско-турската война Ставруш Тимов и Константин Русев от името на Струмишката българска община подписват Мемоара на българските църковно-училищни общини в Македония, с който се иска присъединяване на Македония към новообразуващата се българска държава.
След войната мерките на солунските вилаетски власти за закриване на българските училища засягат и Струмица – съществуващото в Струмица българско училище е закрито лично от Струмишкия патриаршески митрополит. Председателят на българската община свещеник Константин, подкрепян парично от Екзархията, е принуден временно да напусне Струмица и да се настани в Солун, а в града остава само екзархийският свещеник Тома. Арестувани са някои от видните българи струмичани, между които Ставро Тимов, Божил Георгиев и Антон Поликар.
На 25 юни 1895 година д-р Христо Татарчев основава комитет на ВМОРО в Струмица. През 1900 година според статистиката на Васил Кънчов („Македония. Етнография и статистика“) градът наброява 10 160 жители, от които 6200 българи християни, 3100 турци, 700 евреи и 160 цигани. Бившето село Свети Петнадесет, станало по-късно квартал на Струмица, между 1896 – 1900 година преминава под върховенството на Българската екзархия
През 1897 година със султански берат в града е учредена Струмишка българска митрополия, подведомствена на Българската екзархия с първи предстоятел митрополит Герасим. Но екзархийската партия в Струмица си остава по-слаба от гъркоманската. До началото на ΧΧ век в града няма българска църква, а духовните нужди на екзархийското население се поемат от един малък параклис. По този въпрос българският екзарх Йосиф I протестира пред Великия везир:
| „ | А в Струмица всички [са] българи, няма ни един асъл грък, а на екзархистите не дават черква да си направят... | “ |

Това положение продължава до 1911 година, когато е завършен и осветен монументалният екзархийски катедрален храм „Свети свети Кирил и Методий“.
Според статистиката на секретаря на Българската екзархия Димитър Мишев („La Macédoine et sa Population Chrétienne“) в 1905 година християнското население на Струмица се състои от 1800 българи екзархисти, 4400 българи патриаршисти гъркомани, 114 българи протестанти, 35 гърци и 18 власи. В града има 4 начални и 2 прогимназиални български училища и 1 начално и 1 прогимназиално гръцко.

### В България, Сърбия и Югославия
Градът е освободен от османска власт на 22 октомври 1912 г. по време на Балканската война от части на 26-и пехотен пернишки полк на Седма рилска дивизия и до 1919 г. влиза в границите на Царство България. При избухването на войната сто тридесет и шест души от града са доброволци в Македоно-одринското опълчение. Струмица става окръжен център с управител Владимир Караманов, а Христо Коцев е назначен за началник на Струмишка околия.
По време на Междусъюзническата война през 1913 г. за кратко време Струмица е завзета от гръцката армия. След оттеглянето на гръцките части от града се изселват голям брой местни гъркомани, турци и евреи, които го опожаряват. По време на големия пожар през август 1913 г. изгарят повече от 1900 обществени сгради, къщи, дюкяни и кафенета. Изгорени са казармите, правителствените здания, църквите, митрополията, двете български прогимназии, както и част от българските, турските и гъркоманските махали, а също и цялата чаршия. От същата година градът е център на Струмишки административен окръг. Турското население на града също в голямата си част се изселва и според Димитър Гаджанов в 1916 година в града живеят едва 150 турци. Само между 1 януари и 30 март 1915 година в града и околията пристигат 5654 бежанци от окупираните от Сърбия и Гърция части от Македония.
През 1916 година града посещава професор Васил Златарски, като участник в научно-разузнавателната мисия в Македония и Поморавия, организирана от Щаба на действащата армия. В рапорта си до Началник-щаба на действащата армия той пише:
| „ | Градът, почти наполовина разрушен и опожарен от гърците и гъркоманите, които, напущайки в 1913 г. завинаги Струмица, изгорили къщите си и дори църквата, представляваше твърде жалко и грозно зрелище, макар и да завзема такова чудно географско положение. Там са настанени бежанци от Кукуш, а напоследък и от Дойран. | “ |

След края на Първата световна война по силата на Ньойския договор от 1919 година Струмица и Западните покрайнини са отнети от България и дадени от Антантата на Кралството на сърби, хървати и словенци, бъдещата Югославия.
Над 69 души родом от Струмица, в редиците на българската армия, загиват на фронта във войните за национално обединение на България.
По време на българското управление във Вардарска Македония в годините на Втората световна война, български кмет на Струмица е Йордан Панчев Панчев от София от 22 август 1941 година до 25 юли 1942 година. След това кметове са Михаил Ст. Караколев от Пловдив (29 декември 1942 – 22 юли 1943) и Илия (Ильо) Дим. Богоев (22 юли 1943 – 9 септември 1944).
На 13 август 1951 година комунистическите власти извършват убийството на петима студенти от Струмица („Струмишката петорка“) в Дорломбос. Без съд и присъда по различно време са убити и будните българи Кирил Талушев, Кирил Абрашев, занаятчията Мачев и търговският помощник Коста.

## Население
Численост на населението според преброяванията през годините:
| \| Година на преброяване \| Численост \| \| --------------------- \| --------- \| \| 1948 \| 10 868 \| \| 1953 \| 12 149 \| \| 1961 \| 15 949 \| \| 1971 \| 23 034 \| \| 1981 \| 29 263 \| \| 1991 \| 34 396 \| \| 1994 \| 34 067 \| \| 2002 \| 35 311 \| |           |
| Година на преброяване | Численост |
| 1948 | 10 868    |
| 1953 | 12 149    |
| 1961 | 15 949    |
| 1971 | 23 034    |
| 1981 | 29 263    |
| 1991 | 34 396    |
| 1994 | 34 067    |
| 2002 | 35 311    |

### Етнически състав

#### Преброяване на населението през 2002 г.
Според преброяването от 2002 година градът има 35 311 жители.
| Националност     | Всичко |
| северномакедонци | 32 075 |
| турци            | 2642   |
| роми             | 130    |
| власи            | 3      |
| сърби            | 157    |
| бошняци          | 5      |
| други            | 298    |

## Икономика
Струмица е известен център на земеделието, по-специално се отглежда тютюн.

## Култура
- Библиотеката „Благой Янков Мучето“
- Център за култура „Антон Панов“ (театър; градска галерия; музикални състави)
- Градски музей

### Редовни събития
- Астер фест, международен филмов и видео фестивал на Югоизточна Европа
- Фестивал за камерен театър „Ристо Шишков“
- Ликовна колония (фестивал на изобразителното изкуство)
- Струмишки карнавал

## Спорт
В Струмица има два футболни клуба – „Беласица“, основан в 1922, и „Тиверия“, основан в 1923 година.

## Забележителности
- Катедралната църква на Струмишката епархия – „Св. св. Кирил и Методий“
- Къща музей на Благой Янков – Мучето
- Орта джамия
- Църква „Свети Петнадесет тивериополски мъченици“
- Цареви кули, останки от Струмишката крепост
- Хотел „Сръбски крал“
- Паметник костница на загиналите комунистически партизани от периода на Втората световна война

## Други
- В Струмица се развива част от действието на романа „През дебрите на Балкана“ (1888) на известния немски писател Карл Май, в който главният герой Кара бен Немзи казва за Остромджа: „От по-нови данни знаех, че градът има около седем-осем хиляди жители, в по-голямата си част турци и българи, отглеждащи много памук и тютюн.“[40]